# Giv'at Šmu'el
Giv'at Šmu'el (hebrejsky גִּבְעַת שְׁמוּאֵל, doslova „Šmu'elův vrch“, v oficiálním přepisu do angličtiny Giv'at Shemu'el, přepisováno též Giv'at Shmu'el) je město v Izraeli, v Centrálním distriktu. Starostou je Josi Brodny.

## Geografie
Leží v nadmořské výšce 50 metrů v pobřežní nížině, východně od Tel Avivu. Je součástí souvisle osídlené metropolitní oblasti Guš Dan. Obklopují ho další lidnatá města Ramat Gan, Bnej Brak, Kirjat Ono a Petach Tikva.
Město je na dopravní síť napojeno pomocí dálnice číslo 4 a mnoha dalších komunikací v rámci aglomerace Tel Avivu.

## Dějiny
Giv'at Šmu'el byl založen roku 1942. Podle jiného zdroje došlo ke vzniku dnešního města až v listopadu roku 1944, přičemž do prvních domů se měli obyvatelé stěhovat až v dubnu 1945. Zakladateli byla skupina židovských dělníků původem z Rumunska. Pojmenován je podle Samuela Pinelese, sionistického předáka z Rumunska. Roku 1948 získala obec status místní rady (malého města).
V roce 1966 začala na severním okraji města výstavba nové obytné čtvrti Giora, roku 1968 započalo budování čtvrti Ramat Ilan, poblíž areálu Bar-Ilanovy univerzity. Další obytné soubory přibyly v 70. a 80. letech 20. století. Město dle stavu z počátku 21. století připravuje nový územní plán, který umožňuje další výstavbu, ale zároveň se snaží vytvářet izolační pásy rozrušující hustou sídelní síť. Plánuje se vznik rozsáhlého rekreačního areálu. Na severovýchodě města měly vyrůst volnočasové a sportovní centra o rozloze 32 000 metrů čtverečních, které by měly zahrnovat tenisové kurty, fitness centra, plavecké bazény, skate parky, kavárny a další služby. V plánu je také výstavba akvaparku o rozloze 5000 metrů čtverečních.
5. listopadu 2007 přijal ministr vnitra doporučení ministerské komise a změnil status Giv'at Šmu'el na město.
17. června 2008 město otevřelo malé obchodní centrum, kde se nachází i košer restaurace McDonald's a New Deli.

## Demografie
Podle údajů z roku 2009 tvořili naprostou většinu obyvatel Židé - cca 21 500 osob (včetně statistické kategorie "ostatní", která zahrnuje nearabské obyvatele židovského původu ale bez formální příslušnosti k židovskému náboženství, cca 21 800 osob).
Jde o středně velkou obec městského typu s dlouhodobě rostoucí populací. V letech 1998 až 2005 prošla velkou populační expanzí, během níž se počet obyvatelstva zdvojnásobil. K 31. prosinci 2017 zde žilo 25 800 lidí.
| Rok            | 1948  | 1961  | 1972  | 1983  | 1995   |
| -------------- | ----- | ----- | ----- | ----- | ------ |
| Počet obyvatel | 1 870 | 3 532 | 5 143 | 8 320 | 10 422 |

| Rok            | 2001   | 2003   | 2004   | 2005   | 2006   | 2007   | 2008   | 2009   | 2010   | 2011   | 2012   | 2013   | 2014   | 2015   | 2016   | 2017   |
| -------------- | ------ | ------ | ------ | ------ | ------ | ------ | ------ | ------ | ------ | ------ | ------ | ------ | ------ | ------ | ------ | ------ |
| Počet obyvatel | 13 900 | 16 544 | 17 409 | 18 156 | 19 013 | 19 819 | 20 329 | 21 823 | 22 400 | 23 100 | 23 700 | 24 100 | 24 700 | 25 300 | 25 500 | 25 800 |

* údaje za rok 2001 a od roku 2010 zaokrouhleny na stovky

## Partnerská města
- Dubna, Rusko
- Goldap, Polsko
- Stade, Německo